# Chuck Kinder
Chuck Kinder, pseudonimo di Charles Alfonso Kinder II (Montgomery, 8 ottobre 1946 – Key Largo, 3 maggio 2019), è stato uno scrittore statunitense.

## Biografia
Chuck Kinder nacque l'8 ottobre 1946 a Montgomery (Virginia Occidentale), figlio di Charles Alfonso ed Eileen Reba Parsons. Studiò alla West Virginia University e alla Stanford University. Dopo aver insegnato a Stanford e al Waynesburg College, Kinder divenne professore di letteratura inglese all'Università di Pittsburgh.
A Stanford, Kinder strinse una profonda amicizia con i compagni di studio Raymond Carver e Scott Turow, e con l'ex studente Larry McMurtry. L'amicizia con Carver ispirò il suo romanzo Lune di miele (Honeymooners). Il manoscritto originario ebbe una gestazione di vent'anni, crescendo fino a superare le tremila pagine e divenendo una leggenda locale nell'ambiente letterario di Pittsburgh. Lo scrittore Michael Chabon, ex studente universitario di Kinder, si ispirò a lui e alla sua opera per il personaggio di Grady Tripp nel romanzo Wonder Boys, poi trasposto nell'omonimo film con Michael Douglas.
Chuck Kinder morì il 3 maggio 2019 a Key Largo, in Florida. Era sposato con Diane Cecily Blackmer.

## Opere di narrativa
- Snakehunter (1973) (trad. Nicola Manuppelli, Jimenez, 2022)[5]
- Silver Ghost (1979) (trad. Giovanna Scocchera, Fazi, 2003)[6]
- Lune di miele (Honeymooners, 2001) (trad. Giovanna Scocchera, Fazi, 2002)[7]
- L'ultimo danzatore di montagna (Last Mountain Dancer, 2004) (trad. Giovanna Scocchera e Manuela Francescon, Fazi, 2009)[8]

## Opere poetiche
- Giant Night (autopubblicato, 2013)[9]
- Imagination Hotel (Six Gallery Press, 2014)[3]
- All That Yellow (Low Ghost Press, 2014)[3]
- Hot Jewels (Six Gallery Press, 2017)[3]